# Tracció per eruga

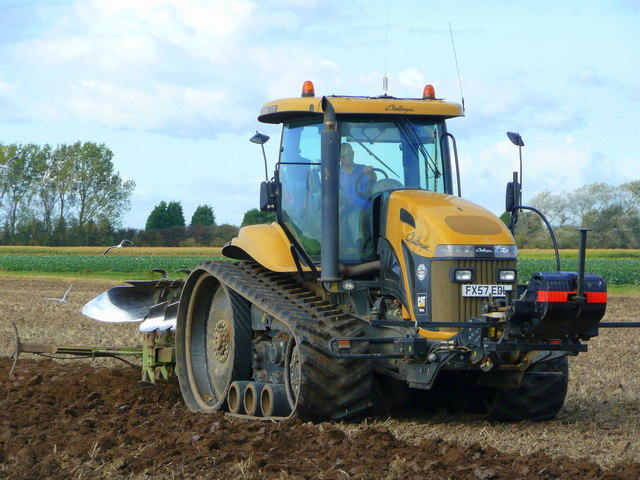
Un tractor amb tracció per eruga arrossega una arada a Lincolnshire, Regne Unit, l'any 2008.

La tracció per eruga és un sistema de tracció format per un conjunt de peces metàl·liques o plàstiques unides formant una cinta que giren al voltant de dues o més rodes. Existeixen vehicles semi-eruga que utilitzen rodes a la part davantera i rodes eruga a la part darrera.
La tracció per eruga és complexa, cara i pateix molt desgast. Per altra banda, el conjunt de suspensió i eruga ofereix suavitat als desplaçaments a camp a través, bona adherència i reparteix de manera uniforme la pressió sobre les rodes i el terreny.
Generalment aquest tipus de tracció s'instal·la a vehicles que han de superar sòls complicats com: tancs, retroexcavadores, motos de neu…

## Història
L'invent de la tracció per eruga moderna s'atribueix a l'inventor i escriptor anglès Richard Lovell Edgeworth (1744-1817), que va descriure la idea l'any 1770. Tot i això, seria Sir George Cayley qui patentaria l'invent l'any 1826 i el difondria per la revista The Mechanics Magazine amb el nom de ferrocarril universal.

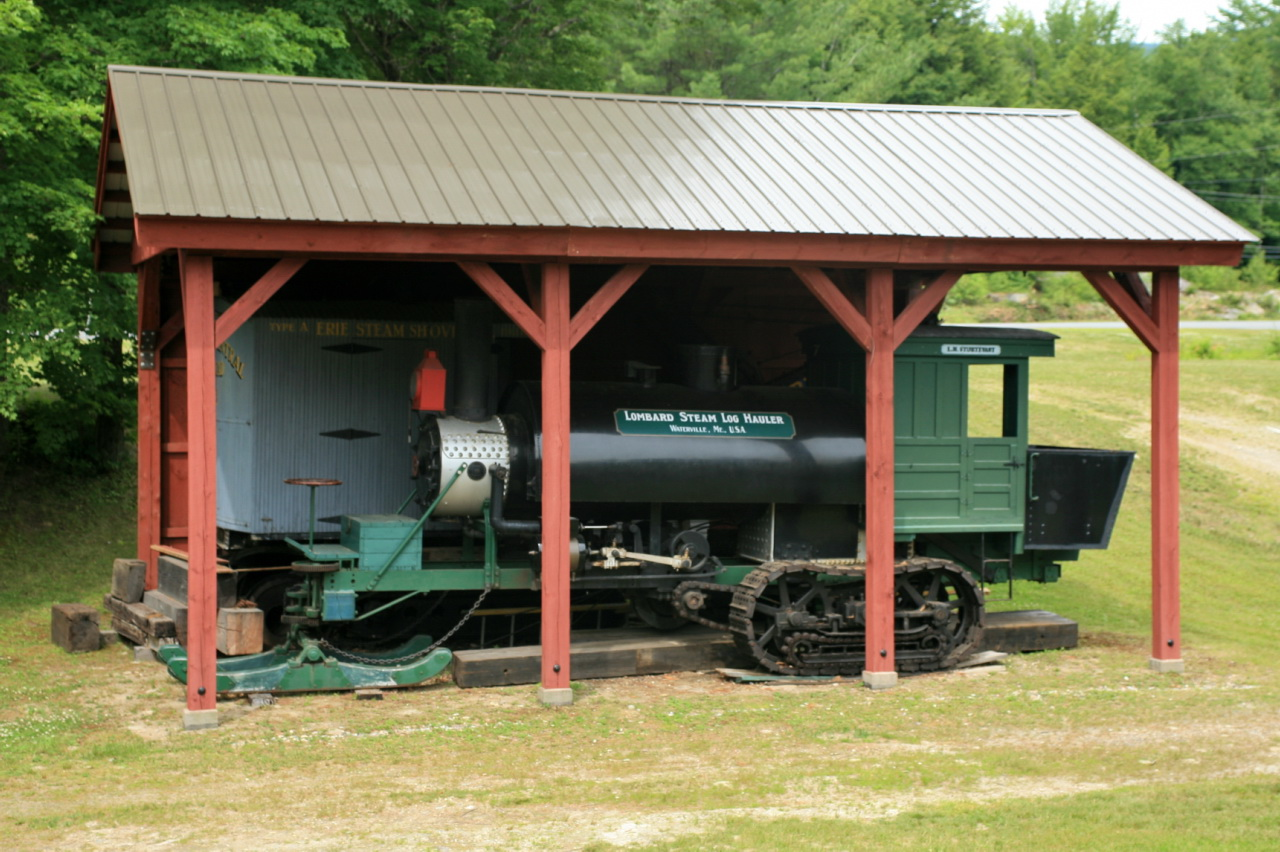
El transport de troncs d'Alvin Lombard, patentat l'any 1901, exposat a Waterville, Maine.

Poc després, el 1837, l'inventor rus Dmitri Zagriajski va arribar a un disseny similar, que també va patentar, però per manca de capital va ser incapaç de fer-ne cap prototip i la patent se li va retirar l'any 1839.

### Primers models
Nou anys més tard, l'enginyer anglès Jambes Boydell va patentar una roda de ferrocarril infinita, en anglès endless railway wheel. Els primers aparells a funcionar amb tracció per eruga es van fer servir per part de l'Aliança Occidental a la Guerra de Crimea (1853-1856), tot i això cap dels dissenys va ser produït en massa.
El primer model que va aconseguir tenir èxit comercial va ser el de l'estatunidenc Alvin Lombard, que va muntar i patentar un transport de troncs d'arbre amb tracció per eruga l'any 1901. L'any 1917 Lombard ja havia fabricat 83 d'aquestes màquines de vapor amb erugues i entre l'any 1917 i el 1934 la companyia començaria a fabricar-los amb motors dièsel o gasolina. Aquests mateixos dissenys també serien fabricats, sota llicència, per la Phoenix Centipeed Company i, a partir del 1903, per l'empresa Holt Manufacturing Company, fundada per Benjamin Holt (1849-1920) i que es convertiria en l'empresa Caterpillar.

### L'expansió comercial

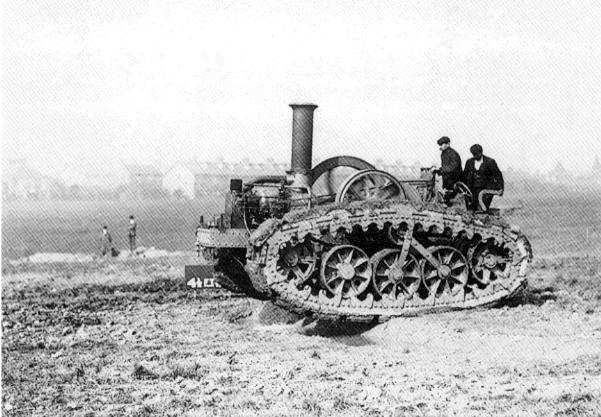
Un tractor de Richard Hornsby & Sons fotografiat l'any 1908.

A principis del segle XX van començar a aparèixer més companyies. L'enginyer David Roberts, de la companyia britànica Richard Hornsby & Sons, que va fabricar tractors entre els anys 1828 i 1918, també va patentar la tracció per eruga l'any 1904. La principal diferència entre aquest sistema i el de Lombard és que el sistema de David Roberts alternava la tracció entre una eruga i l'altre per girar, com el que s'usa avui en dia, mentre que el de Lombard feia servir una roda pivotant.
El 1904 l'empresa de fabricació de tractors The Holt Manufacturing Company va adquirir la llicència de fabricació d'erugues i va començar a fabricar tractors amb eruga primer amb motors de vapor i ja l'any 1906 de benzina. L'any 1908 Holt va comprar The Best Manufacturing Company, una competidora, al seu fundador, Daniel Best (1838–1910).
El 1907, la companyia Hornsby va filmar un anunci ensenyant un vehicle equipat amb tracció per eruga i amb un motor de gasolina de 30 kW capaç d'estirar un cavall i un carro encallats al fang i després mantenir una velocitat de 24 km/h en el mateix terreny fangós.
Posteriorment Mercedes equiparia un cotxe de 56 kW amb tracció per eruga i aconseguiria una velocitat de 40 km/h en sòls irregulars.
Tot i aquesta propaganda, la companyia Hornsby només va aconseguir vendre un sol vehicle per a ús civil i quatre per a usos militars. Tot i això aquestes males vendes es poden deure a un mal màrqueting als cercles militars, ja que posteriorment l'Exèrcit Britànic adquiria 442 vehicles amb tracció per eruga a l'empresa US Holt Manufacturing Company.
Va ser durant aquesta època que es va encunyar el terme eruga pel nou invent. Segons la versió americana, el terme el va inventar Charles Clement, un fotògraf americà contractat per Benjamin Holt per fotografiar els seus tractors. Els britànics, per altra banda, diuen que el terme va aparèixer el 1907 quan la Hornsby Company va presentar el seu sistema a l'exèrcit i un soldat va comentar que el sistema li recordava el moviment d'una eruga.

### L'aparició dels tancs

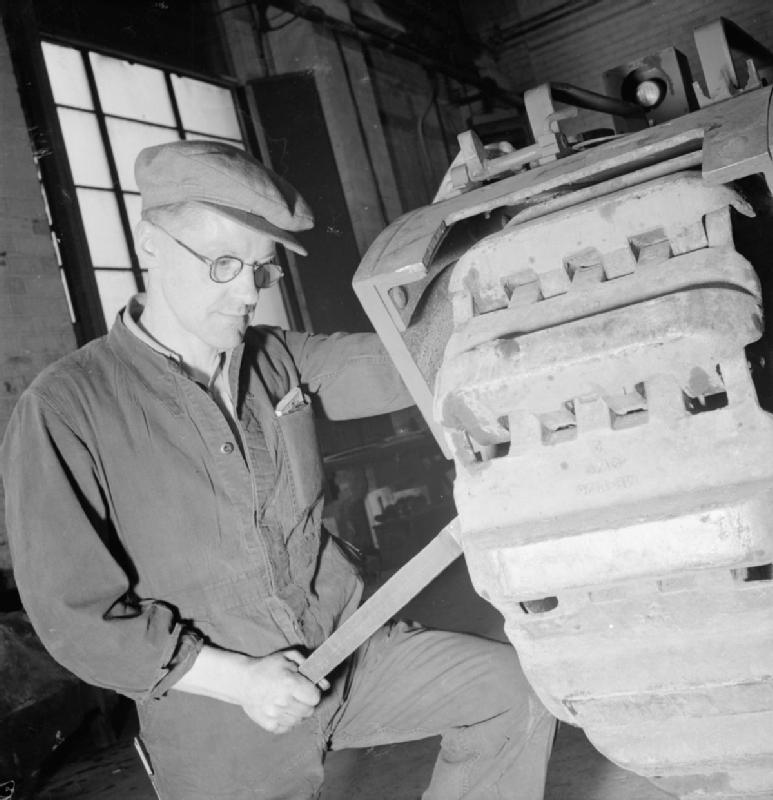
Un operari ajusta l'eruga d'un tanc Matilda britànic l'any 1942.

Amb l'esclat de la Primera Guerra Mundial els tractors Holt es van fer servir per part de l'exèrcit britànic i de l'exèrcit austrohongarès per remolcar artilleria.
Possiblement aquests ginys van inspirar la creació del tanc per part dels britànics, que introduirien el Mark I l'any 1916. En aquest primer model de tanc l'eruga era molt rudimentària i no hi havia cap mena de suspensió. Aviat però els diferents bel·ligerants van imitar-los i, Alemanya, amb el seu tanc A7V, hi va introduir una petita innovació, uns suports elàstics amb molles que milloraven el moviment.
Posteriorment els tancs anirien incorporant més i més millores. El Renault FT tenia les rodes fixades a unes bastidors que possibilitaven un cert grau d'oscil·lació. Als models Vickers s'hi van incorporar múltiples balancins amb ballestes que suavitzaven l'elevació de les rodes. El següent pas va ser el muntatge d'un sistema de suspensió de ballesta per cada roda al Panzer II.
J. Walter Christie, durant el període d'entreguerres, va desenvolupar tancs molt ràpids gràcies a col·locar les rodes en un eix amb pivot excèntric i molles a tot el recorregut dins del tanc, en el cas dels tancs BT i Crusader, i fora del blindat, en el cas del tanc Cromwell, conegut com a suspensió Christie.
Aquestes molles serien majoritàriament substituïdes durant la Segona Guerra Mundial per barres de torsió, peces d'acer de molt alta qualitat que tenen un extrem fix al xassís i l'altre gira sobre un suports s'uneix a un braç a l'extrem del qual hi ha la roda.
Les barres de torsió es poden instal·lar en un doble pis a la base del tanc, com el Panzer III, o longitudinalment a l'exterior dels laterals, com a alguns Tiger II.
Actualment s'utilitzen barres de torsió però amb millors característiques i també hi ha models que usen sistemes hidropneumàtics que permeten variar l'altura sobre el terra o la inclinació dels vehicles.

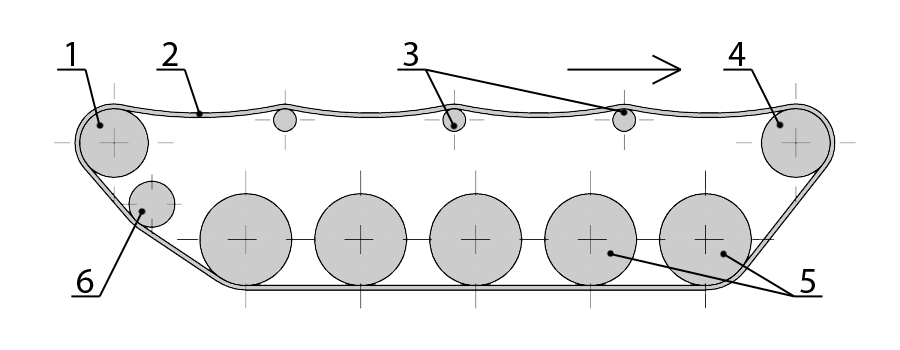
Diagrama d'una eruga. 1) Roda motriu del darrere. 2) Eruga. 3) Corrons de retorn. 4) Roda motriu davantera. 5) Rodes de rodament. 6) Tensor.

## Funcionament
Una eruga moderna està composta per diferents baules d'acer amb manganès que es connecten entre ells amb frontisses. La transferència de moviment es fa amb una roda motriu al davant o al darrere de tot de la cadena. A la part inferior de la cadena hi ha les rodes de rodament, que suporten l'eruga en contacte amb el terra. Sovint entre la roda motriu i la primera roda de rodament hi ha el tensor, una petita roda que permet regular la tensió dels baules. En alguns casos també hi ha corrons de retorn, unes rodes que es posen a la part superior de l'eruga per mantenir-la recta entre la primera i l'última roda.